# 奧斯塔皮
奧斯塔皮（烏克蘭語：Остапи），是烏克蘭北部的村莊，隸屬日托米爾州的科羅斯滕區。該村始建於1663年，面積1.86平方公里，海拔高度194米，2001年人口421，人口密度每平方公里226.34人。
50°59′12″N 28°14′55″E / 50.98667°N 28.24861°E